# Тайга золота
«Тайга золота» — радянський чорно-білий художній фільм, поставлений на кіностудії «Ленфільм» в 1937 році режисерами-дебютантами Геннадієм Казанським і Максимом Руфом. Прем'єра фільму в СРСР відбулася 13 жовтня 1937 року. Фільм з життя золотошукачів.

## Сюжет
У золотошукача Саші Мраморова заповітна мрія: відшукати багату копальню, про яку розповів йому батько, старий партизан. Здійснення цієї мрії ускладнюється тим, що Ліза, кохана Сашком дівчина, не поділяє його бажань. Незабаром, однак, Саша разом з одним зі своїх друзів відправляється в тайгу.

## У ролях
- Борис Тенін —  Саша Мраморов
- Олександр Виноградов —  Вася Башкін, друг Мраморова
- Ніна Латоніна —  Ліза, наречена Мраморова
- Павло Волков —  лісник
- Ніна Шатерникова —  Саша
- Юрій Толубєєв —  директор копальні
- Василь Меркур'єв —  старий золотошукач
- Микола Крючков —  друг Мраморова
- Олександр Чекаєвський —  друг Мраморова
- Олексій Савостьянов —  друг Мраморова
- Іван Кузнецов —  друг Мраморова

## Знімальна група
- Сценарій — Микола Погодін
- Режисери-постановники — Геннадій Казанський, Максим Руф
- Оператори — Веніамін Левітін, Анатолій Погорєлий
- Художник — Ігор Вускович
- Композитор — Венедикт Пушков
- Звукооператори — Микола Бутаков, Іван Дмитрієв